# Edith Wilson
Edith Wilson (n. 15 octombrie 1872 - d. 28 decembrie 1961) a fost a doua soție a lui Woodrow Wilson, Președinte al Statelor Unite ale Americii. A fost Prima Doamnă a Statelor Unite ale Americii între 18 decembrie 1915 și 4 martie 1921.